# Овидиу Чернаутяну
Овидиу Чернаутяну (на румънски: Ovidiu Cernăuţeanu, известен също като Ови Мартин, Овидиу Якобсен или просто Ови) е румънски певец, композитор и продуцент.

## Биография
Роден е на 23 август 1974 година в Ботошани. Започва музикалната си кариера в Румъния, преди да се премести в Норвегия.
Талантът му е забелязан още когато е дете. В ранните си години слуша активно музика и открива певческите си способности случайно, имитирайки гласовете на певците, изпълняващи „We Are The World“. Певецът печели първата си награда, когато е на четиринадесет – на националния певчески конкурс „Цветя на любовта“. През следващите години е член на различни групи. През 90-те се събира с професионални музиканти, сред които и известният румънски композитор Вирджил Попеску. Когато е на осемнадесет, Ови отива в Токио с настоящата си към онзи момент група и остава там година. Групата се разпада и Ови получава предложение за работа в Норвегия, където са живели първият му учител по музика и някои негови приятели музиканти.
Продуциран от Мортен Стьернхолм, дебютният му албум „Nanu Disco“ е издаден в Гренландия и жъне успех в Дания.

## Конкурси
През новото хилядолетие участва в „Мелоди Гран При“ с песни, написани от самия него. През 2006 година попада в рунда „втори шанс“ с песента „The better side of me“, докато през 2009 година стига на финал със „Seven Seconds“. През 2009 година издава албума си „This Gig Almost Got Me Killed“. Участва и на фестивала „Златен елен“ през 2005 и 2009 година като представител на Норвегия. Вторият му опит му донася награда.
Изпраща на „Мелоди Гран При 2012“ песента „High On Love“, която се класира на финал. Съавтори на песента са Томас Джийсън и Томи Бери.
През 2014 година е избран да представи Румъния съвместно с Паула Селинг. Двамата вече са излизали заедно на евровизионната сцена: класират Румъния на трето място през 2010 година (вж. Евровизия 2010).